# マタギ言葉
マタギ言葉（マタギことば）とはマタギの使用する日本語の言語変種。アイヌ語の影響が強いとされる。山言葉ともいう。

## 概要
アイヌ語の影響が強いという点については、マタギの祖先がアイヌであるためアイヌ語が基層言語となってマタギ言葉が成立したのか、それともアイヌ語からの影響が後になって強まったのか論争がある。
江戸時代の菅江真澄も、マタギ言葉には、イヌをセタ、水をワッカ、大きいをポロというの類、アイヌの単語がたくさん用いられていることを記している。ただ、山田秀三は、マタギ言葉のほとんどは、日本語をもじったり言い換えたもので、その中にアイヌ語型の言葉が若干混じっているだけだとしている。
民俗学者の柳田國男は著書『山の人生』で「マタギの根源に関しては、現在まだ何人も説明を下しえた者はないが、岩手、秋田、青森の諸県において、平地に住む農民たちが、ややこれを異種族視していたことは確かである。…勿論之に由って彼らをアイヌの血筋と見ることは早計である。彼らの平地人との交通には、言語風習其他に何の障碍も無かったのみならず、少なくとも近世に於いては、彼らも村に居る限りは付近の地を耕し、一方には又農民も山家に住む者は、傍ら狩猟に因って生計を補うた故に、名称以外には明白に二者を差別すべきものはないのである」としている。
江戸時代に北海道の漁場に出稼ぎに来た和人は、同じ漁場で働くアイヌとの交流を通じて、「ワッカ(水)」や「セタ(犬)」、「チプ(舟)」などの多くのアイヌ語を用いた。金田一京助はマタギの山言葉にアイヌ語が混じるのは、陸と海の違いはあるものの、これと同じ現象が起きていたのではないかとした。瀬川拓郎は、マタギの祖先である商業的狩猟者がアイヌから狩猟や皮革加工技術を導入し、さらに活動もアイヌと共にしていたのではないかとしている。また、マタギの山言葉のアイヌ語が、古墳時代当時のアイヌ語を取り入れたものだったとすればその中には古代アイヌ語としての何らかの特徴が認められて良いのではないか、とも記している。
知里真志保はマタギ言葉はアイヌ語の特にサハリン方言の色彩が見いだされるとしている。瀬川拓郎は、サハリンアイヌは古い古墳時代のアイヌ語の形を保っており、その頃にアイヌとマタギの交流があったのではないかとしている。
各地域でしか通じないマタギ言葉も少なくない。
なお、マタギ語辞典が、2008年2月に、現代図書から出版されている。

## マタギ言葉の例
インターネットサイト『がりつう』より、引用。
- あおけら - カモシカ
- いたず - 熊
- うじ - けもの道
- おきゃく - 狼
- きよわか - 酒
- くさのみ - 米
- くし - 寺
- けとば - 熊のいる洞穴
- こしまけ - カモシカ
- さんぺ - 心臓
- しかり - マタギの長で、狩りの分担などを決める者
- すね - 猿
- せこ - マタギの狩りで、獲物を追い出す係
- せた - 犬
- せたぎ - マタギでない人
- つのから - 牛
- なびれ - 熊
- ひら - 斜面
- ぶっぱ - 獲物を撃つ場所、および撃つ人
- へだ - 犬
- めぐりわっか - 濁り酒
- やぢ - 湿地
- わし - 表層雪崩
- わっか - 水・酒

## 関連書籍
- 板橋義三『マタギ語辞典』現代図書、2008年2月11日。ISBN 978-4-434-11304-8。